# Наталија Дугошевић
Наталија Ната Дугошевић (рођ. Николић; Неготин, 1910 – Јајинци, код Београда, 5. март 1942), учитељица и учесница Народноослободилачке борбе.

## Биографија
Рођена је 1910. године у Неготину. Потицала је из сиромашне грађанске породице. Основну школу и гимназију је завршила у Неготину, а 1932. је завршила и Учитељску школу. Заједно са својим супругом, такође учитељем Вељком Дугошевићем, службовала је у селима Македоније. Поред рада са ђацима, Наталија и Вељко су радили на политичком и културном уздизању мештана у селима у којима су радили. Оснивали су народне читаонице, а Наталија је била посебно нагажована на раду са женама и омалдином. Организовала је аналфабетске и домаћичке курсеве, као и школске кухиње.
Године 1936. Наталија и Вељко су почели да читају чист „Учитељска стаража“, а потом су почели да читају издања учитељске културно-просветне издавачке куће „Вук Караџић“. Године 1937. отишли су у Београд, где су се до 1939. године школовали на Вишој педагошкој школи. Током 1939. године, њен муж је постао члан тада илегалне Комунистичке партије Југославије (КПЈ). По завршетку Више школе, Вељко и Наталија су таржили да службу добију поново у селу, како би могли да наставе политички рад међу народом. Тада су добили службу у селу Турији, код Кучева.
И у овом месту су успели да оставре политички утицај на мештане села. Наталија је окупљала жене и омладину и у сарадњи са Удружењем студената из Пожаревца, организовала је политичка предавања. Пошто је њен супруг био један од руководилаца Учитељске задруге „Вук Караџић“, она му је помагала у организовању курсева за учитеље, који су организовани у време летњих распуста. Активно је учествовала и у Женском покрету. Посебно је деловала међу учитељицама у пожаревачком крају и радила на њиховом укључивању у револуционарни покрет. Априла 1941. године примљена је у чланство Комунистичке партије Југославије (КПЈ).
После окупације Југославије, 1941. године, заједно са супругом, активно је помагала партијској организацији у Пожаревцу, на организовању устанка. Она је тада највише политички деловала међу женама, позивајући их да се укључе у Народноослободилачки покрет (НОП). Када је половином јула 1941. године формирана прва партизанска чета у пожаревачком крају, она је била њен први женски борац. Налазила се најпре на дужности болничарке, а потом је постала политички комесар Друге чете у Звишком одреду. Била је учесник многих борби, од којих се издвајају – напад на железничку станицу у Добри, ослобођењу Кучева, Великог Градишта, Голупца, Петровца, Малог Црнића и др.
Крајем октобра 1941. године, Немци су уз помоћ љотићеваца и недићеваца, покренули велику офанзиву против партизана у источној Србији. Њен супруг, који се налазио на дужности команданта Пожаревачког партизанског одреда, погинуо је половином новембра, у борбама око Кучева. Наталија је и после овога наставила са борбом. Предводила је своју чету у поновном заузимању Малог Црнића, а учествовала је и у борбама код Криваче и Брежана. Крајем новембра је са тројицом другова била упућена по задатку у место Добру, на Дунаву. Ту су сво троје, издајом, били ухваћени од стране четника, који су их спровели најпре у Петровац, а потом у Пожаревац, где су предати Немцима. У пожаревачком затвору су били мучени и малтретирани, али никога нису издали. Наталија је половином децембра пребачена је у логор на Бањици.
Окупаторска штампа је тада писала о „учитељици вођи једне комунистичке банде” с њеном фотографијом, описујући њено упорно држање и изглед. У логору на Бањици је током ислеђивања, била подвргнута страшним мучењима, али је то није сломило. Иако се налазила у соби број 13, која је називана „соба смрти“, она је уочи Нове 1942. године приредила „маскенбал“ на коме су затворенице са папирним маскама, које су представљале карикатуре њихових мучитеља и опонашале сцене из њиховог затворског живота. Заједно са Загом Маливук, која је била организатор „прославе“ у својој соби, сутрадан је одеведена на саслушање код управника логора Светозара Тозе Вујковића, где су обе биле претучене.
Почетком марта, Ната је отпочела припреме за организовање „прославе“ Дана жена 8. марта, али је 5. марта 1942. године изведена на стрељање у Јајинцима, код Београда. Тог дана, стрељана је већа група затвореника-комуниста, међу којима је био и велики број жена, а неке од њих су биле – Александра Цана Марјановић, Радмила Јовић Малецка, Даница Минић, Наталија Недељковић Нана и др.
Њено име данас носи једна улица у Неготину, као и Женски рукометни клуб из Кучева.